# 塞勒布雷申 (佛羅里達州)
塞勒布雷申（英語：Celebration）是位於美國佛羅里達州奧西歐拉縣的一個人口普查指定地區。該社區位於奧蘭多郊區，是由華特迪士尼公司開發的計劃城市。

## 地理
塞勒布雷申的座標為28°19′12″N 81°32′25″W / 28.32000°N 81.54028°W，而該地最高點為海拔高度25米（即82英尺）。

## 人口
根據2010年美國人口普查的數據，塞勒布雷申的面積為27.70平方千米，當中陸地面積為27.60平方千米，而水域面積為0.10平方千米。當地共有人口7427人，而人口密度為每平方千米268人。